# Art Porter senior
Arthur Lee „Art“ Porter Sr. (* 8. Februar 1934 in Little Rock, Arkansas; † 22. Juli 1993 ebenda) war ein US-amerikanischer Jazzmusiker (Piano, Orgel) und Musikpädagoge.

## Leben und Wirken
Art Porter graduierte 1950 an der Dunbar High School und besuchte anschließend das AM&N College in Pine Bluff, wo er 1954 den Bachelor of Science in Musikpädagogik erwarb, 1975 den Master of Science an der Henderson State University. Er unterrichtete am Mississippi Valley College, der Horace Mann High School, Parkview High School und am Philander Smith College. Porter erhielt die Ehrendoktorwürde des Shorter College und war außerdem Pianist, Organist und Chorleiter der Bethel AME Church in Little Rock.
1962 gründete er das Art Porter Trio, mit dem er Little Rock und Arkansas bis 1993 auftrat. Des Weiteren formierte er 1976 die Art Porter Singers und war musikalischer Mentor und Freund von US-Präsident Bill Clinton, bei dessen Inaugurationsfeier 1993 er auftrat. 1977 gastierte er in Lagos auf dem FESTAC 77 (dem World Black and African Festival of Arts and Culture) und 1991 mit seinem Sohn, dem Saxophonisten Art Porter Jr. auf verschiedenen europäischen Jazzfestivals in Belgien, Deutschland und den Niederlanden.
Porter produzierte zwei Fernseh-Programmreihen für das Arkansas Educational Television Network, The Minor Key, eine wöchentliche Serie, die die afroamerikanische Kultur in Arkansas vorstellte, und Porterhouse Cuts, eine Reihe von zehn Shows. Außerdem legte er mehrere Alben wie Little Rock A.M. und Something Else vor. Kurz vor seinem Tod nahm er noch Portrait of Art auf, das posthum 1994 erschien. Im Laufe seiner Karriere trat er auch mit Musikern wie Pharoah Sanders, Steve Allen, O. C. Smith, James Leary, Al Hibbler, Carmen McRae, John Stubblefield, dem Northwest Arkansas Symphony Orchestra und der Little Rock Jazz Machine auf. Porter war 1993 der erste Preisträger des von der Arkansas Jazz and Heritage Foundation gestifteten Lifetime Achievement Award. 1996 erschien die DVD Art Porter, Sr. - A Music Treasure mit Ramsey Lewis als Spracher. Begraben wurde der an Lungenkrebs verstorbene Porter auf dem „National Cemetery“ in Little Rock.